# Anderson Heights
Die Anderson Heights sind ein grob rechteckiges, über 2400 m hoch gelegenes und schneebedecktes Hochplateau in der antarktischen Ross Dependency. Es erstreckt sich über eine Fläche von 11 km Länge und 10 Breite zwischen Mount Bennett und Mount Butters im östlichen Abschnitt der Bush Mountains.
Entdeckt und fotografiert wurden die Heights bei Flügen zum geografischen Südpol im Rahmen der Operation Highjump (1946–1947) am 16. Februar 1947. Das Advisory Committee on Antarctic Names benannte sie nach Leutnant George H. Anderson von der United States Navy, der an jenem Tag als zweiter Pilot nach dem US-amerikanischen Polarforscher Richard Evelyn Byrd den geografischen Südpol überflog.